# صلاح السقا
صلاح السقا (11 مارس 1932 - 25 سبتمبر 2010)، مخرج مسرحي مصري وهو رائد فن تحريك العرائس في مصر، وهو والد الفنان أحمد السقا.

## حياته
حصل السقا على ليسانس الحقوق من جامعة عين شمس وعمل بالمحاماة، ولم يستمر فيها أكثر من عام، لعمله فنان عرائس، حيث التحق بدورة تدريبية لتعليم فن العرائس على يد الخبير سيرجي أورازوف، الأب الروحي لفناني العرائس في العالم، وسافر بعدها إلى رومانيا ليحصل من هناك على دبلوم الإخراج المسرحي وتخصص فن العرائس، ثم عاد إلى مصر ليحصل على ماجستير من معهد السينما قسم إخراج عام 1969.
قدم السقا العديد من الأعمال الفنية التي أثرت في تاريخ صناعة الفن بمصر منها "حلم الوزير سعدون، حسن الصياد، الأطفال يدخلون البرلمان، "خرج ولم يعد". ففي الستينيات قدم أهم العروض المسرحية على الإطلاق وهو الليلة الكبيرة كلمات الشاعر صلاح جاهين، وألحان الشيخ سيد مكاوي، وظلت هذه المسرحية بارزة في التاريخ الفني العربي حتى الآن.
وفى السبعينيات أخرج السقا عروضا منها مقالب صحصح وتابعه دندش، من أشعار الشاعر عبد الرحمن الأبنودي، «أبو على» تأليف الشاعر سيد حجاب، و«عودة الشاطر حسن»، «عقلة الصباع»، «الديك العجيب»، تأليف إيهاب شاكر، وحوار صلاح جاهين، «حكاية سقا» تأليف سمير عبد الباقي.
ولم يكتف بإسهاماته وإبداعاته في مجال الإخراج المسرحي بل ساهم في إنشاء مسارح العرائس ببعض الدول العربية الأخرى مثل سوريا، الكويت، قطر، وتونس، والعراق، كما أجرى العديد من البحوث على «تاريخ فن العرائس» وهي ما قررت بعد ذلك على طلبة الأقسام الخاصة بالمعاهد، وكلية التربية.
تقلد العديد من المناصب الإدارية في المسرح كانت بدايتها، عندما حضر له الرئيس جمال عبد الناصر عرضا مسرحيا عام 1960 وأبدى إعجابه به بشدة فقرر إنشاء مسرحا للعرائس يكون السقا مديرا له، وبعد ذلك تولى رئاسة البيت الفني للمسرح من الفترة حتى 1988 حتى 1990، كما تولًى رئاسة المركز القومي للمسرح والموسيقى والفنون الشعبية، بجانب إشرافه على مسرح العرائس حتى عام 1992، كما كان وكيل أول وزارة الثقافة وبالإضافة إلى ذلك كان عضو الهيئة العالمية لفنون ومسارح العرائس UNIMA.
حصل السقا على العديد من الجوائز من مصر وبعض الدول العربية والأجنبية منها الجائزة العالمية الثانية من بوخارست في بداياته الفنية وفي 1973 حصل على الجائزة الأولى ببرلين، كما نال شهادة تقدير من الولايات المتحدة الأمريكية في 1980 كما منحه عمدة بلدة مستل باخ بالنمسا وسام خاص بمناسبة عرض الليلة الكبيرة عام 1989، وكانت النمسا كرمته من قبل عام 1980، ونال الدرع المميز من مهرجان جرش الأردن 1985، وتقلد بالميدالية الذهبية لمهرجان دول البحر المتوسط بإيطاليا 1986، كما كرمه المهرجان القومي للمسرح هذا العام.
كان صلاح السقا من أهم العوامل التي ساهمت في نجاح ابنه أحمد السقا حيث تربّى السقا الممثل منذ صغره على حب الفن الذي عشقه من والده، ودائما ما كان يتحدث عن والده وصفاته الطيبة التي زرعها به، حيث كان يقول: "والدي زرع بي الطيبة والجدعنة وحب الغير، وكان كريما جدا لدرجة أن والدته كانت دائما تشتكي من تبذير زوجها وتقول له: "استثمر فلوسك وما تصرفش كل قرش معاك" وكان يرد عليها ويقول "أنا استثماري الحقيقي في أولادي".

## وفاته
توفى صلاح السقا صباح يوم السبت 25 سبتمبر 2010م متأثرا بهبوط في القلب وقصور في وظائف الكلى.

## وصلات خارجية
- صلاح السقا على موقع الدهليز
- صلاح السقا على موقع قاعدة بيانات الأفلام العربية